# Opeatogenys gracilis
Opeatogenys gracilis — вид риб родини Присоскоперові (Gobiesocidae).

## Поширення
Вид є ендеміком Середземного моря, де зустрічається в узбережних водах по всьому периметру моря. 

## Опис
Тіло зеленого забарвлення завдовжки до 3 см.